# Jesper Aspegren
John Jesper Aspegren, född 4 juni 1950 i Landskrona, är en svensk journalist, författare och tidigare programledare vid Sveriges Television.

## Biografi
Jesper Aspegren är son till ingenjör Hugo Aspegren och hustrun Gerda, född Nyegaard. 1971-1974 studerade han vid Lunds universitet juridik, statskunskap, informationsteknik och etnologi. Under dessa var Aspegren bland annat redaktör för Helsingkrona nations tidning Helsingkroniten. Därefter antogs han på journalistlinjen vid Skurups folkhögskola 1975 och inledde 1976 sin journalistiska karriär på tidningen Mellersta Skåne i Hörby.
1977 anställdes han i Kristianstad när Sveriges Lokalradio AB (LRAB) startade. Aspegren började på Sveriges Television i Malmö 1982 där han efter en kort tid blev programledare för Barnjournalen. Aspegren var därefter med om att 1986 starta Sköna söndag, och blev 1990 programledare för programmet och var så fram till 1992. Jesper Aspegren blev 1988 programledare för det nystartade programmet Antikrundan, en tjänst som han innehade fram till 2000.
Tillsammans med Björn Kjellman kommentator för Eurovision Song Contest 1992 i Malmö. Åren 1993-1994 var han programledare för Gomorron Sverige när SVT startade sina morgonsändningar. Han var också programledare för ett av de första riktigt uppmärksammade matprogrammen i svensk television, Aspegren mitt i maten (1995-2000) tillsammans med kocken Rikard Nilsson. 1999 erhöll han Gastronomiska akademiens Guldpennan för framstående insatser på det gastronomiska området. Samma år blev Aspegren även vald till "Årets skåning".
Aspegren slutade på SVT 2000 för att bli VD på nystartade Crafoord Auktioner AB. 
2001 segrade han tillsammans med journalisten och krönikören Annette Kullenberg i som tävlande SVT-programmet På spåret
Hösten 2012 medverkade han med återkommande inslag om antikviteter i Bingolotto i TV4. Aspegren har även vikarierat som programledare i Bingolotto.
Aspegren är sedan 1977 gift med barnmorskan Maria-Pia, f. Hellström, och har tillsammans fyra barn, Johan, Gustav, Oskar och Sophia.

## Bokproduktion
Jesper Aspegren har författat eller varit medförfattare följande böcker:
- Mitt i Maten (1998)
- Antikrundan (1999)
- Mötesplats Bjärehalvön (1999)
- Våra högtider (2001)
- Kockrock (2004)
- Stämningssökaren (2005)
- Medelhavsmaten förlänger livet (2006)
- Med smak av Sydafrika (2006)
- Slott i Skåne (2007)
- Basic food (2008)
- Falsterbo Golfklubb 100 år (2009)
- Eslöv nästa - nästa Eslöv (2010)
- Malmö - människor och miljöer under 150 år (2012)
- Sill (2012)
- Kockliv (2018)
- PGA Sweden National (2019)
- My Way (2021
- En oväntad karriär (2023)